# Гільмутдінов Гайфутдин
Борис Костянтинович Гільдунін (1913 — 1944 зник безвісти) — радянський червоноармієць, Герой Радянського Союзу (1944). Відзначився під час Битви за Дніпро.

## Біографія
Народився 13 січня 1913 року в селі Смаіль (нині Балтасинський район Татарстану) у селянській родині. Татарин. Освіта початкова. Працював у колгоспі. Пізніше працював шахтарем у місті Горлівка.
У РСЧА з 1939 року. Брав участь у битві на озері Хасан і радянсько-фінській війні.
На фронтах німецько-радянської війни з липня 1941 року. 
У ніч на 24 жовтня 1943 року кулеметне відділення 120-го гвардійського стрілецького полку (39-а гвардійська стрілецька дивізія, 8-ма гвардійська армія, 3-й Український фронт) під командуванням гвардії сержанта Гільмутдінова першим переправилось через Дніпро в районі міста Дніпра. Під щільним обстрілом зі своїм відділенням подолав три ряди дротового загородження і увірвався в траншеї, чим забезпечив швидке просування вперед.
У червні 1944 року зник безвісти.

## Звання та нагороди
19 березня 1944 року Г. Гільмутдінову присвоєно звання Героя Радянського Союзу.
Також нагороджений:
- орденом Леніна
- орденом Вітчизняної війни 2 ступеня
- медаллю «За відвагу»